# Epixanthis perrieri
Epixanthis perrieri är en skalbaggsart som beskrevs av Leon Fairmaire 1901. Epixanthis perrieri ingår i släktet Epixanthis och familjen Cetoniidae. Inga underarter finns listade i Catalogue of Life.